# Valérie Hayer
Valérie Hayer (Château-Gontier (Mayenne), 6 d'abril de 1986) és una política francesa que exerceix com a diputada al Parlament Europeu (MEP) des del 2019. Des del 2024, lidera el grup Renew Europe al Parlament. És membre de Renaissance (RE, abans La République En Marche!), a la qual es va incorporar el 2017 després de la seva sortida de la Unió dels Demòcrates i Independents (UDI).
El gener de 2024, va ser escollida per succeir a Séjourné com a líder de Renew Europe, aleshores el tercer grup polític més gran del parlament. Als 37 anys, es va convertir en la líder parlamentària liberal més jove de la història, així com la primera dona des de Simone Veil.

## Trajectòria
Filla de pagesos establerts a Saint-Denis-d'Anjou a Mayenne, Hayer va anar a l'escola primària local, i posteriorment a l'institut Grez-en-Bouère. Va cursar una llicenciatura en dret públic i es va convertir en experta financera per a les autoritats locals. Després va treballar com a assistent parlamentària de diversos senadors, entre ells Pierre Jarlier, membre de la Unió dels Demòcrates i Independents (UDI), després de La République en Marche (LREM), i posteriorment com a assistent de l'eurodiput Jean Arthuis (UDI i posteriorment LREM).
Va ser escollida Eurodiputada a les eleccions al Parlament Europeu de 2019 a la llista renaixentista de La République en Marche. L'abril de 2021, va ser nomenada presidenta de l'Associació per a un Renaixement Europeu. L'octubre de 2021, va ser nomenada copresidenta de la delegació Renaixement (anomenada L'Europe Ensemble l'estiu de 2022) al Parlament Europeu.
Al Parlament Europeu ha format part de la Comissió de Pressupostos i va ser una de les principals responsables de les negociacions del marc financer plurianual (MFP) 2021-2027, així com del pla de recuperació europeu després de la crisi de la Covid-19. També és nomenada coponent permanent en matèria de recursos propis de la Unió Europea.
El 25 de gener de 2024 va ser escollida presidenta del grup Renew Europe al Parlament Europeu.
De cara a les eleccions al Parlament europeu de 2024, defensa una aposta del seu grup polític davant el seu principal oponent Reagrupament Nacional, que forma part del grup Identitat i Democràcia.